# Qualität der Lehre (Hochschule)
Qualität (lat. qualitas: Beschaffenheit, Eigenschaft) im Allgemeinen bezeichnet die Beschaffenheit oder Güte eines Objekts, Systems oder Prozesses. Die Qualität der Lehre im Hochschulbereich bezieht sich auf die Art und Weise der Wissensvermittlung bzw. des Kompetenzerwerbs im akademischen Kontext und berücksichtigt dabei auch die Gestaltung der Rahmenbedingungen eines Studiums. Dabei sind die Perspektiven der Betrachter und die herangezogenen Kriterien normativ konstruiert.

## Überblick
Exzellente Lehre wird als eine der Kernaufgaben von Hochschulen angesehen. Die Frage, was exzellente Lehre bzw. guter akademischer Unterricht ist, lässt sich in zweierlei Hinsicht beantworten: Eine merkmals- bzw. prozessorientierte Sichtweise fragt danach, was im Hörsaal, Seminarraum oder Labor „passiert“. Sie ist normativ ausgerichtet und beurteilt akademischen Unterricht daran, inwieweit bestimmte unterrichtliche Merkmale bzw. Vorstellungen umgesetzt werden. Beispiele: Umsetzung stärker selbstgesteuerter Lehr-/Lernkonzeptionen, Mitbestimmungsmöglichkeiten der Studierenden. Eine ergebnis- bzw. produktorientierte Sichtweise fokussiert die unterrichtlichen Wirkungen, insbesondere die gezeigten Lern- bzw. Transferleistungen sowie die begleitend entstandenen Motivationen und Einstellungen. Beispiele: Ergebnisse von schriftlichen, mündlichen oder praktischen Prüfungen, Entwicklung der Leistungszuversicht. Die beiden Sichtweisen schließen einander nicht aus, und so lässt sich beispielsweise die prozessorientierte Forderung nach einem verstehensorientierten Lernen mit der ergebnisorientierten Forderung nach der Erreichung bestimmter Lernziele bzw. Lernergebnisse verbinden.

## Gütekriterien
Didaktische Gütekriterien sollen dazu dienen, den guten Unterricht bzw. die guten Lehr-/Lernprozesse konkreter erfassbar zu machen. Im Vergleich zu einzelnen unterrichtlichen Wirkfaktoren (z. B. kognitive Aktivierung) beleuchten die didaktischen Gütekriterien die Lehr-/Lernprozesse mit einem Blick auf die unterrichtlichen Abläufe und die methodische Gestaltung, der sich an einem mittleren Abstraktionsniveau orientiert. Die Gütekriterien werden oftmals durch (ausreichende) empirische Belege aus der Unterrichtsforschung gestützt. Beispiele für didaktische Gütekriterien aus dem akademischen Bereich sind:
- Die Lernziele bzw. Lernergebnisse sind klar definiert; an ihnen richtet sich die weitere Lehrplanung aus (Constructive Alignment).[5]
- Studentisches Lernen wird durch solche Formen des Lehrens und Lernens gefördert, die eine aktive Einbeziehung der Studierenden ermöglichen (sog. teilnehmerzentrierte Lehrmethoden oder Formen des aktiven Lernens).[6]
- Die methodische Unterstützung der Lernprozesse ist ausbalanciert (Methodenvielfalt; Mix von rezeptiven und konstruktiven Lernphasen; Wechsel von systematischem und kasuistischem, fremd- und selbstgesteuertem Lernen).[7]
- Eine lehrmethodische Vielfalt sorgt für einen Reichtum an Inszenierungstechniken, eine Vielfalt der Handlungsmuster und eine Variabilität der Verlaufsformen.[8]
- Lehrende fragen nach Feedback und antworten auf studentisches Feedback.[6]

## Wirkfaktoren
Um die Qualität der Lehre besprechbar zu machen, kann es aus hochschuldidaktischer Perspektive sinnvoll sein, die unterrichtlichen Tiefenstrukturen von den entsprechenden Sichtstrukturen zu unterscheiden. Während die Sichtstrukturen direkt erfassbare unterrichtliche Aspekte (z. B. eingesetzte didaktische Methoden, Organisationsformen) bezeichnen, richten sich die Tiefenstrukturen auf jene unterrichtlichen Faktoren (z. B. kognitive Aktivierung, konstruktive Unterstützung), die eine qualitativ nachhaltige Lehre befördern. Es ist empirisch gestützt, dass die Tiefenstrukturen des Unterrichts das Lernen deutlich stärker beeinflussen als die unterrichtlichen Sichtstrukturen.
In Bezug auf die Qualität der Hochschullehre kann etwa das tiefenstrukturelle Merkmal der kognitiven Aktivierung betrachtet werden. Es ließe sich also beispielsweise fragen, inwieweit die Lerninhalte bzw. Lernaufgaben dazu beitragen,
- an das Vorwissen der Studierenden anknüpfen,
- die Studierenden zum Denken und Reflektieren herauszufordern,
- kognitive Konflikte bei den Studierenden auslösen,
- das Verstehen der Studierenden zu unterstützen.[10]

## Gute Hochschullehre in Studien
Schneider/Mustafić haben hochschuldidaktische Wirkfaktoren zusammengetragen, die jeweils in Metaanalysen erfasst wurden. Betrachtet man die Zusammenhänge dieser Variablen mit dem Lernerfolg Studierender, dann sind die ersten fünf Nennungen (geordnet nach Stärke):
- Selbstwirksamkeitsüberzeugungen der Studierenden (Effektstärke d = 1,81, Anzahl der Einzelstudien: 315)
- Zeit, die der Dozierende in die Planung und Vorbereitung einer Veranstaltung investiert  (Effektstärke d = 1,39, Anzahl der Einzelstudien: 32)
- Klarheit und Verständlichkeit der  Dozierenden in den Veranstaltungen (Effektstärke d = 1,35, Anzahl der Einzelstudien: 32)
- Schulnoten (Effektstärke d = 1,22, Anzahl der Einzelstudien: 15)
- Verfolgung klarer Lernziele durch den Dozierenden  (Effektstärke d = 1,12, Anzahl der Einzelstudien: 32)[11]

In einem neueren systematischen Review von Metaanalysen von Schneider und Preckel ergaben sich die folgenden zehn wirksamsten Faktoren:
- gegenseitige Beurteilungen von Studierenden (peer assessment; Effektstärke d = 1,91, Anzahl der eingegangenen Effektstärken: 56)
- Selbstwirksamkeitserwartungen (performance self efficacy; Effektstärke d = 1,81, Anzahl der eingegangenen Effektstärken: 4)
- Vorbereitung der Lehrenden (Effektstärke d = 1,39, Anzahl der eingegangenen Effektstärken: 28)
- Klarheit und Verständlichkeit der Lehrenden (Effektstärke d = 1.35, Anzahl der eingegangenen Effektstärken: 32)
- Lernziele der Studierenden (Effektstärke d = 1,12, Anzahl der eingegangenen Effektstärken: 13)
- Häufigkeit der Veranstaltungsteilnahme auf Seiten der Studierenden (Effektstärke d = 0,98, Anzahl der eingegangenen Effektstärken: 68)
- Schulnoten (High-School-Abschluss; Effektstärke d = 0.90, Anzahl der eingegangenen Effektstärken: 46)
- Selbstbewertung von Studierenden (Effektstärke d = 0,85, Anzahl der eingegangenen Effektstärken: 45)
- Wecken von Interesse durch die Lehrenden (Effektstärke d = 0,82, Anzahl der eingegangenen Effektstärken: 20)Lediglich fünf davon können von den Lehrenden beeinflusst werden. Unter den weiteren Faktoren sind viele, die sich von Lehrenden mit kleinen Maßnahmen ändern lassen.

Zu berücksichtigen ist, dass die meisten eingegangenen Metaanalysen auf korrelativen Untersuchungen beruhigen, aus denen keine kausalen Schlüsse gezogen werden können.